# Шкорпил, Карел
Карел Шкорпил (чеш. Karel Škorpil, болг. Карел Шкорпил, род. 15 мая 1859 г. Высоке Мито, ныне Чехия — ум. 9 марта 1944 г. Варна) — чешский и болгарский историк и археолог. Карел Шкорпил, вместе со своим братом Германом, считаются основателями болгарской археологии. Они тесно сотрудничали с братом Владиславом Шкорпилом, археологом и классическим филологом, директором Керченского музея древностей.

## Биография
Карел Шкорпил родился в городе Высоке Мито (Восточная Чехия, тогда — в составе Австрийской империи). Окончил гимназию в Пардубице, Карловом университете и Высшее Техническое училище в Праге. После Освобождения Болгарии, приехал в эту страну в августе 1881 года, преподавал математику, естествознание, технические и точные науки и рисование в гимназиях Пловдива (1882—1886), Сливена (1886—1888), Варны (1888—1890 и 1894—1915), Русе и Велико-Тырново (1890—1894).
Переквалифицировавшись ещё в молодые годы в профессионального археолога, К. Шкорпил самостоятельно и в соавторстве со своим братом за 50 лет деятельности опубликовал около 150 научных работ, в том числе 30 из них на немецком, русском и чешском языках. Являлся одним из основателей Варненского археологического музея и Варненского археологического общества (1901). К научным заслугам К. Шкорпила относятся его археологические раскопки и открытия на территории первой болгарской столицы — Плиски. Был одним из основателей Варненского археологического музея (1888) и Варненского археологического общества (1901).
В 1888 году К. Шкорпил обследовал руины замка Эмона, построенного на мысу Эмине, представляющем остриё Рога Старой Планины. Шкорпилу удалось раскопать фундаменты крепостных стен.
В 1899 году Шкорпил стал член-корреспондентом Австрийского государственного археологического института в Вене. С 1915 года и до своей смерти он руководил Варненским археологическим музеем. Параллельно преподавал в Морском машинном и Торговом училищах Варны.
В 1917 году Шкорпил был включён в состав Военно-разведывательной экспедиции в только что отвоёванную у румын Добруджу. Он провёл исследования старо-болгарских селищ и укреплённых поселений. В мае 1918 года директор Народного археологического музея д-р Богдан Филов командировал Шкорпила в Македонию на раскопки открытого болгарскими военными древнего некрополя близ села Требенище (недалеко от Охрида). В том же 1918 году Шкорпил был избран членом Болгарской АН.
В 1924 году Карел Шкорпил стал инициатором и первым председателем на археологического содружества «Българска старина», которое организовало масштабные раскопки болгарских исторических памятников Плиски, Мадары и Преслава.
Карел Шкорпил был тесно связан и с болгарским спортивно-туристическим движением. Как преподаватель Варненской мужской гимназии, он стал «крестником» первого официального футбольного общества в этой стране. 18 мая 1913 года он предложил переименовать основанный в Варне полтора месяца назад футбольный клуб «Галата» — в «Река Тича» (ныне — ПФК «Черно море»).
В 1929 году Шкорпил был назначен почётным консулом Чехословакии в Варне.
Карел Шкорпил умер в Варне 9 марта 1944 года. Похоронен в Плиске.